# Jeune Lio
 (janvier 2023).
Jeune Lio, de son vrai nom Lionel Obam, né à Douala est un DJ, directeur de la création et directeur artistique camerounais, basé à Abidjan (Côte d'Ivoire).

## Biographie
Jeune Lio naît à Douala et grandit en France.

### Carrière
Jeune Lio débute dans la nuit parisienne avec l’organisation des soirées « Désordre » avec le collectif MTBE. Entre 2012 et 2015, il est manager des DJ Dirty Swift et Masta Premier. Influencé par ce dernier, il se met lui aussi à mixer en 2013 pendant les soirées « Désordre ». Il participera ainsi à Paris aux YARD Summer Club en 2015 et 2016, aux soirées Eden 5 (Afterwork Afro) et mixera aussi à l’hôtel W Paris.
Jeune Lio fait aussi voyager ses platines jusqu’à son pays natal puisqu’il a mixé à l’OG Club et au Bambou à Yaoundé, mais aussi au Bebop à Douala. Il habita à Dakar de 2016 à 2018, où on a pu le retrouver au Buddha Bar et au Bastion de Ouakam pour une Dakar Live Session (Cunimb Production).
En 2021, Jeune Lio s’allie à Oxlade, Didi B et Chrystel pour le clip de « SGFA (Sexy Girl From Abidjan) ». La même année, il sort son premier EP A Night in Cocody contenant 8 morceaux.

## Influences
Il trouve ses influences dans les pilliers de la musique africaine tels que Fela Kuti, Meiway, Koffi Olomidé, Brenda Fassie et Douk Saga mais aussi dans le hip-hop.